# Ławeczka Gustawa Holoubka w Międzyzdrojach
Ławeczka Gustawa Holoubka – ławka pomnikowa w Międzyzdrojach, dzieło rzeźbiarza Michała Selerowskiego, absolwenta warszawskiej Akademii Sztuk Pięknych, autora dwóch innych ławeczek: Hanki Bielickiej w Łomży i dr Józefa Psarskiego w Ostrołęce. 
Została odsłonięta 3 lipca 2008 w obecności małżonki aktora, Magdaleny Zawadzkiej i jego syna, Jana Holoubka. Przedstawia Aktora siedzącego na ławce i sięgającego po papierosa. 